# Елхово (община Николаево)
Елхово (болг. Елхово) — село в Болгарии. Находится в Старозагорской области, входит в общину Николаево. Население составляет 554 человека.

## Политическая ситуация
В местном кметстве Елхово, в состав которого входит Елхово, должность кмета (старосты) исполняет Денё Станев Денев (Политическое движение социал-демократов (ПДСД)) по результатам выборов.
Кмет (мэр) общины Николаево — Косё Христов Косев (Болгарская социалистическая партия (БСП)) по результатам выборов.